# Carie (medicina)
La carie è un processo patologico che consiste nell'erosione o nella distruzione di un tessuto duro (dente, osso, ecc.).

## Tipi di carie

### Carie dentaria
La carie dentaria colpisce diverse parti del dente, (smalto, dentina, cemento) a livello della corona o della radice. Nella maggior parte dei casi gli agenti eziologici sono batteri come lo Streptococcus mutans e il Lactobacillus, che producono acido lattico come prodotto di fermentazione che erode la parte dura del dente.
Carenze di fluoro favoriscono la comparsa della carie nei denti permanenti (non nei "denti da latte") . Sebbene il fluoro non è un costitutente naturale dello smalto, la fluoroapatite è una sostanza più resistente all'attacco acido, demineralizzante, della placca batterica.

Animazione della formazione di una carie dentaria

La carie in stadio iniziale, finché non demineralizza lo smalto che diventa più bianco, è asintomatica perché lo smalto è insensibile. L'aspetto iniziale è bianco-gessoso, translucido se la carie è attiva, nero o brunastro se è "carie secca" che l'organismo ha temporaneamente fermato (e necessita comunque di controllo perché potrebbe riattivarsi). Sintomi di carie dentaria sono la presenza di sensibilità al caldo e al freddo, dolore alla masticazione e di dolore alla percussione del dente.
Gli strumenti diagnostici della carie sono:

- la visita clinica de visu per valutare:
  - con visione diretta ad occhio "esperto", o con eventuale specchio, colore e riflesso dello smalto (aree di smalto discromiche o opache);
  - rugosità e lucentezza con uno specillo: se non rimane "incastrato" nella carie, possono essere solo delle decalcificazioni o delle macchie da tenere sotto controllo. Se penetra nella carie secca, e soprattutto se rimuove materiale brunastro, significa che la carie secca si è riattivata e bisogna curarla;
  - sensibilità al caldo e al freddo con prove termiche;
  - dolore con la percussione assiale e trasversale del dente.
- Esami radiografici: 
  - radiografia panoramica dei quattro settori dentari;
  - dove si hanno dei dubbi tra due denti, una o più radiografie endorali byte-wing (piccole lastrine) con centratore e con separatori da usarsi negli spazi interprossimali, che mostrano le corone e soprattutto i punti di contatto dei denti sia superiori che inferiori nei quali possono nascondersi carie non accessibili visivamente e clinicamente sotto il punto di contatto (uno dei tipi di carie più frequente anche in presenza di una sistematica igiene dentale, se non si usano il filo interdentale o gli appositi scovolini), mentre spesso non è dirimente per lesioni iniziali dei solchi;
  - sonda laser diagnostica, di recente introduzione, per valutare se le discromie e opacità siano dovute a semplici pigmentazioni oppure se l'area di smalto sia demineralizzata;
  - transilluminazione;
  - rivelatori di carie elettronici digitali, a risoluzione maggiore delle radiografie panoramica ed endorale.

### Carie ossea

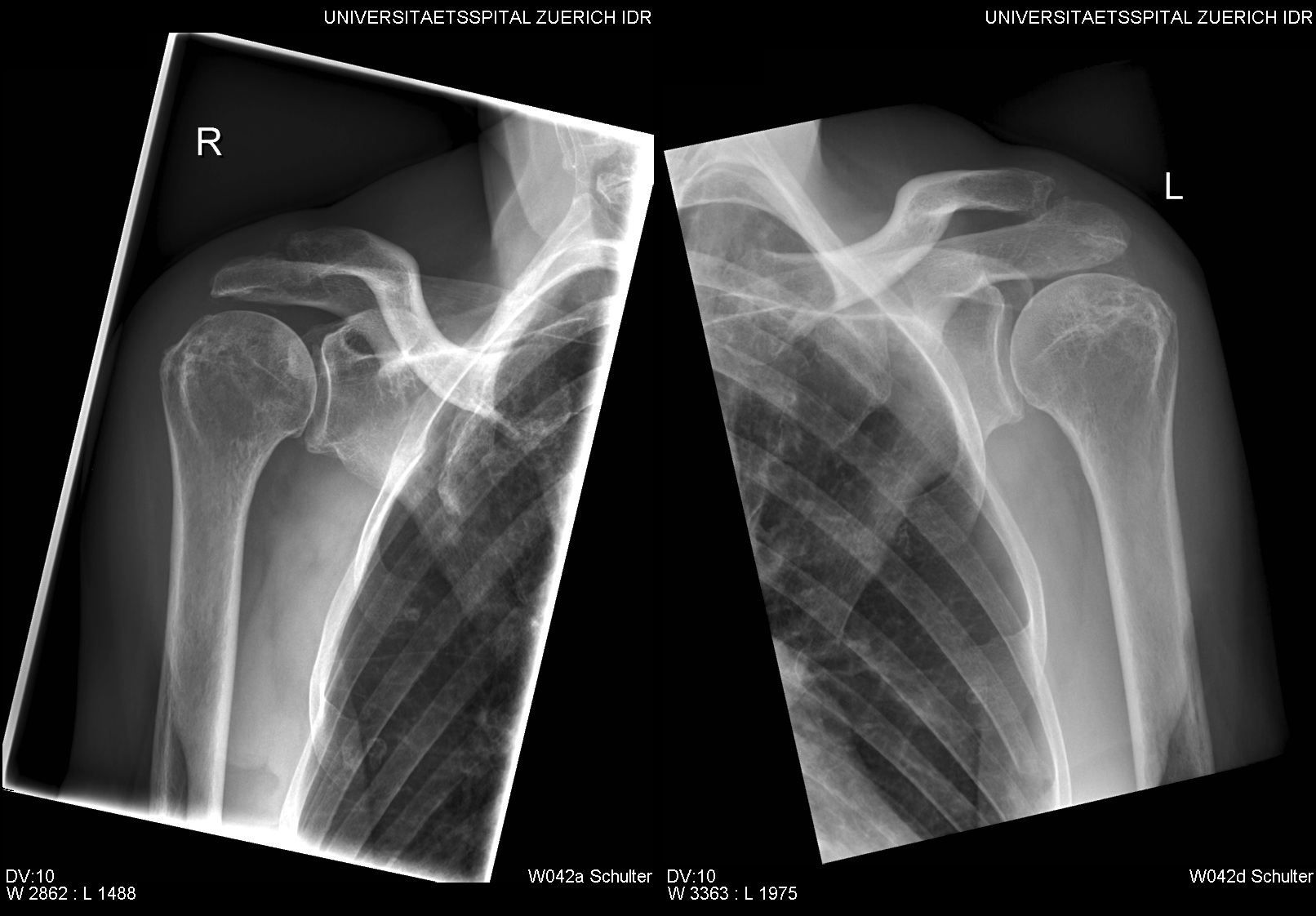
Radiografia in cui è visibile un'osteolisi delle teste omerali in seguito a periartrite omeroscaporale

La carie ossea colpisce le ossa e si manifesta come un'infiammazione cronica, con diminuzione della densità ossea o riassorbimento del tessuto osseo con suppurazione con conseguente disgregazione del tessuto. La necrosi e carie delle ossa sono in rapporto tra di loro esattamente come la gangrena e l'ulcerazione lo sono per quanto riguarda i tessuti molli. Quando durante una visita medica viene effettuata una percussione dell'osso, il suono diverso permette di distinguere la necrosi dalla carie dell'osso, a causa della differenza nel grado di densità.